# Вітківська вежа
Лицарська вежа у Віткові (пол. Wieża rycerska w Witkowie) — житлово-оборонна лицарська садиба, розташований у селі Віткув у гміні Шпротава Жаґанського повіту Любуського воєводства в Польщі. 

## Архітектура
Будівлю, ймовірно, було побудовано наприкінці XIV століття на квадратному плані. Її оточували кам'яний оборонний мур та рів, який наповнювався водою з струмка Млинківка. У минулому назовні мурів знаходилися також господарські будівлі. До наших днів збереглися також: середньовічна (швидше всього) офіцина, рештки мурів, частина валів та залишки напівкруглих веж (бастей). Сама вежа є мурованою, побудованою з кругляка та цегли, має вальмовий ґонтовий дах. За час її існування вежу кілька разів перебудовували. До вежі, з півдня, вів перекинутий над ровом підйомний міст. Зі сторони брами, на першому поверсі вежі, розміщені керамічні дзбани, які, ймовірно, мали посилювати прослуховуваність. Інтер’єри прикрашені залишками барвистої готичної поліхромії — фігурами людей, птахів та сценою Розп’яття. 

## Сучасність
На початку XXI століття вежа стала приватною власністю. 